# Гэбрелс, Ривз
Ривз Гэбрелс (англ. Reeves Gabrels; 4 июня 1956, Нью-Йорк) — американский гитарист-виртуоз. С 2012 года является участником рок-группы The Cure. Исполнение и лирика песен Гэбрелса, варьируются от «жесткого хард-блюза до электроники 21-го века», комментирует его сольный альбом, «Ulysses», журнал Guitar World.
Гэбрелс работает самостоятельно и сотрудничает с музыкантами по всему миру. Он более всего известен его давними партнерскими отношениями с британским певцом Дэвидом Боуи, с которым он регулярно работал в период с 1987 по 2000 годы. До и во время его сотрудничества с Боуи, Гэбрелс активно выступал и записывался в Бостоне, Лондоне и Нью-Йорке; с 2000 по 2006 год он жил в Лос-Анджелесе, в настоящее время Ривз работает в Нэшвилле (штат Теннесси).

## Детство
Ривз Гэбрелс родился в Статен-Айленде (Нью-Йорк), в июне 1956 года. Его мать была машинисткой, а отец работал на буксире в порту Нью-Йорка. Гэбрелс начал играть на гитаре в возрасте 13 лет, а на следующий год (1971) Его отец организовал для него занятия с Тарком Фон Лейком (англ. Turk Van Lake), который был другом отца (и ровесником) и жил по соседству. Тарк Фон Лейк (1918-2002) был профессиональным музыкантом и играл с Бенни Гудменом и др.
После окончания средней школы, Гэбрелс посещал Школу дизайна Парсона и Школу визуальный искусств в Нью-Йорке, но продолжал играть на гитаре. Через некоторое время работы сессионным музыкантом, он встретил джазового гитариста Джона Скофилда, у которого он взял пару уроков. Гэбрелс переехал в Бостон и поступил в Музыкальный колледж Беркли, который он вскоре оставил, получив краткую степень в 1981 году.

## Музыкальная карьера
У Гэбрелса была активная музыкальная карьера в Бостоне, до и после того, как он начал тесно сотрудничать с Дэвидом Боуи в конце 1980-х. В 1980-х и начале 1990-х годов Гэбрелс был участником нескольких бостонских коллективов: «The Dark», «Life on Earth», «Rubber Rodeo», «The Bentmen» и «Modern Farmer». Группа «Modern Farmer» (Ривз Гэбрелс, Джейми Рубин, Дэвид Халл, и Билли Бирд) записала альбом с одноименным названием на лейбле Victory/Universal, в 1993 году.
Гэбрелс впервые встретился с Дэвидом Боуи в 1987 году, во время тура Боуи в поддержку альбома «Never Let Me Down», для которого тогдашняя супруга Гэбрелса, Сара Терри, работала публицистом. В конце 80-х, Гэбрелс объединил свои усилия с Боуи и братьями Сэйлс (бас-гитарист Тони Сэйлс и барабанщик Хант Сэйлс), создав хард-рок группу «Tin Machine» (1989—1993). После распада этой группы, Гэбрелс стал неотъемлемой частью звука Боуи в 90-х, записав с ним несколько альбомов: «1.Outside» (1995), «Earthling» (1997) и «'hours...'» (1999), на двух последних, он также являлся сопродюсером. Композиция «Dead Man Walking» из альбома «Earthling», написанная в Боуи/Гэбрелсом, была номинирована на премию Грэмми. Кроме того, Гэбрелс и Боуи создали саундтрек для компьютерной игры «Omikron: The Nomad Soul» в 1999 году. Гэбрелс прекратил профессиональное сотрудничество с Боуи в конце 1999 года.
Независимо от этого, Гэбрелс продолжал продуктивную карьеру как композитор и автор песен, музыкальный соавтор, и соло-гитарист/продюсер. В список сольных работ Гэбрелса, входят такие альбомы, как «The Sacred Squall of Now» (Rounder/Upstart, 1995); «Ulysses» (Della Notte) (Emagine, 2000); «Live, Late, Loud» (Myth Music, 2003); и «Rockonica» (Myth Music/Favored Nations/Sony, 2005). Альбом «Ulysses» был номинирован на Yahoo! Internet Award в 1999 году, он был новаторско опубликован в интернете, прежде чем стать доступным, в следующем году, на компакт-диске.
Гэбрелс был композитором для саундтреков к фильмам, включая картину Дэвида Сазерленда (англ. David Sutherland) «The Farmer’s Wife» (Frontline, 1995), а также сочинял музыку для Государственной Службы Радиовещания, он сотрудничал с группой Public Enemy на песне «Go Cat Go» для фильма Спайка Ли «Его игра» (Def Jam, 1998). Он написал партитуру «клубной музыки» к видеоигре Deus Ex.
Гэбрелс и слайд-гитарист Дэвид Тронзо объединили свои силы в виртуозном инструментальном альбоме «Night in Amnesia», изданном лейблом Rounder, в 1995 году. Гэбрелс также работал с Робертом Смитом из The Cure в 1990-х, сотрудничая на композициях для The Cure, «Wrong Number» и «A Sign From God» (известную как COGASM), а также был соавтором песни «Yesterday’s Gone» в которой Смит исполнил вокал в альбоме Гэбрелса, «Ulysses».
Гэбрелс появился в альбоме «Now I Understand» (Accurate Records, 2006), первой студийной записи бостонской андеграундной даб/джаз/транс/электронной группы Club D'Elf, во главе с басистом Майком Ривардом (англ. Mike Rivard); также в записи альбома участвовали Джон Медески и Билли Мартин (Medeski Martin & Wood), DJ Logic, Матем Maneri (англ. Mat Maneri), Дюк Левин (англ. Duke Levine), Ален Маллет (англ. Alain Mallet), Мистер Рурк (англ. Mister Rourke), и многие другие. В 2008 году немецкий лейбл AFM выпустил альбом «New Universal Order», хэви-метал супергруппы «X-World/5», которая состоит из гитаристов Гэбрелса и Энди Ларока, вокалиста Нильса К. Рю, басиста Магнуса Розена, и барабанщика Big Swede.
С 2006 года, Гэбрелс базируется в Нашвилле (штат Теннесси). В настоящее время он чаще всего выступает с барабанщиком Джеффом Брауном (англ. Jeff Brown) и басистом Кевином Хорнбэком (англ. Kevin Hornback) в трио, названном «REEVES GABRELS & HiS iMAGiNARY FR13NDS».

## Дискография

#### Tin Machine
- Tin Machine (1989)
- Tin Machine II (1991)
- Tin Machine Live: Oy Vey, Baby (1992)

#### Дэвид Боуи
- 1.Outside (1995)
- Earthling (1997)
- 'hours...' (1999)

#### Сольные
- The Sacred Squall of Now (1995)
- Ulysses (Della Notte) (2000)
- Live, Late, Loud (2003)
- Rockonica (2005)